# Alfredo Anderson
Alfredo Anderson, född 31 oktober 1978, är en panamansk tidigare fotbollsspelare.
Alfredo Anderson spelade 12 landskamper för det panamanska landslaget.